# Life’s a Beach (película)
Life’s a Beach es una película estadounidense de comedia de 2010, dirigida por Tony Vitale, que a su vez la escribió, musicalizada por Kim Bullard, Fuad Cavadov, Mark V Sheldon y Tim Nitz, en la fotografía estuvo Egon Stephan Jr. y los protagonistas son Darren Geare, R.J. Knoll y Christopher Walken, entre otros. El filme fue realizado por Bronx Born Films y Miracle Entertainment.

## Sinopsis
Darren Fields se estaba por casar, pero su novia no apareció, entonces usa los pasajes que tiene y se va con su mejor amigo de vacaciones.